# Bellomancia
Bellomancia o belomancia es una forma de adivinación por medio de flechas.
La bellomancia era practicada especialmente por los orientales y por los árabes y era de dos tipos: 
1. se señalaban once flechas y se ponían en un saco, se sacaban luego y según las señales se deducían los presagios
2. se tomaban tres flechas y sobre la primera se escribía Dios me lo manda, sobre la otra Dios me lo prohíbe, dejando la tercera en blanco. Después de haberlas metido todas tres en un carcaj, se sacaba una. Si salía la que tenía el lema Dios me lo manda, se hacía la cosa por la que se consultaba; si la de la otra inscripción, dejaba de hacerse; y si salía primeramente la flecha blanca, se principiaba de nuevo la operación.

Los árabes llaman todavía a esta adivinación alazlan. 